# Breda-SAFAT
Les mitrailleuses Breda-SAFAT de 7,7 mm et 12,7 mm ont été les armes les plus utilisées dans la Regia Aeronautica (aviation du royaume d'Italie) durant la Seconde Guerre mondiale. Elles ont été conçues 1935 et fabriquées entre 1935 et 1940 par le groupement d'entreprises constitué entre la Società Italiana Ernesto Breda per Costruzioni Meccaniche et la Società Anonima Fabbrica Armi Torino (SAFAT), une filiale du groupe Fiat.

## Historique
La création de ces armes fait suite à la demande de la Regia Aeronautica de disposer des meilleures mitrailleuses pour affronter les nouvelles générations d'avions ennemis, à monter sur les nouveaux bombardiers Fiat BR.20.
Les cartouches reprenaient le standard italien, 7,7 × 56 mm R et 12,7 mm × 81 mm SR. Ce type de cartouche a, par contre, rendu la mitrailleuse assez lourde et l'objectif de livrer une mitrailleuse légère à cadence rapide ne fut pas atteint. L'arme fut toutefois proposée lors de l'appel d'offres et se retrouva confrontée au groupe Fiat, qui proposait les nouvelles armes de sa filiale spécialisée, SAFAT (Società Anonima Fabbricazione Armi Torino). La mitrailleuse Breda, dans ses deux versions, se montra légèrement supérieure, au niveau du poids notamment, inférieur de presque 5 kg aux modèles Fiat-SAFAT. La Regia Aeronautica adjugea le marché à Breda. À cette époque, Fiat voulait abandonner le secteur des armes légères et vend la société SAFAT à la Società Italiana Ernesto Breda qui devient ainsi le leader incontesté du secteur en Italie.

## Utilisation
Les mitrailleuses Breda-SAFAT ont équipé quasiment tous les avions de chasse et bombardiers italiens de cette époque, notamment les Fiat CR.42, Fiat G.50, Macchi MC.200, Macchi MC.202 et Reggiane Re.2000 qui disposaient chacun de deux mitrailleuses lourdes Breda 12,7 mm complétée sur les modèles suivants par deux mitrailleuses Breda 7,7 mm placées sur les ailes. 
Ce type d'armement se révèlera insuffisant dès le début de la Seconde Guerre mondiale ce qui obligea l'état-major à faire monter trois canons de 20 mm sur les nouveaux avions de chasse Macchi MC.205, Fiat G.55 et Reggiane Re.2005 en plus des deux mitrailleuses de 12,7 mm.
Après la fin de la guerre, les mitrailleuses Breda-SAFAT de 7,7 mm restèrent en service dans l'artillerie lourde de campagne jusqu'à la fin des années 1980.

## Technique
La mitrailleuse Breda-SAFAT est une arme à feu automatique pour avion, refroidie par air. L'alimentation est réalisée par une bande ou des chargeurs à 150 coups réversible, de la droite ou la gauche.
Sur les avions de chasse, la mitrailleuse était montée en binôme, fixées sur le capot moteur et tirant à travers l'hélice avec une cadence de tir réduite à 575 coups par minute. Sur les bombardiers et les avions de transport, les mitrailleuses Breda-SAFAT constituaient l'armement défensif standard, installé sur une tourelle tournante type A2 comme sur les CANT Z.501, ou une tourelle double type D. 

## Caractéristiques
La vitesse des cartouches de 12,7 mm x 81 mm SR Breda est légèrement inférieure à celle des 12,7 × 99 mm OTAN calibre .50 BMG, car elle était de 12,7×81 mm au lieu de 12,7 × 99 ou 12,7 × 108 mm. L'énergie pour le tir de Breda n'est que de 10 000 joules par rapport à 16 000 à 17 000 joules pour les autres cartouches. Ainsi, bien que les armes Breda-SAFAT aient été très fiables, elles offraient un moins bon rapport puissance-poids comparé aux autres mitrailleuses plus modernes montées sur les avions de la Seconde Guerre mondiale. A titre de comparaison, la mitrailleuse japonaise Ho-103 utilisait les mêmes munitions 12,7x81 mm fabriquées sous licence italienne, mais pesait 6 à 7 kg de moins et avait une cadence de tir de 800-900 coups par minute. Même Alfredo Scotti, ingénieur chez Isotta Fraschini, n'est arrivé à améliorer de manière significative les performances des mitrailleuses Breda-SAFAT avec son modèle Scotti/Isotta Fraschini. 
En fait, ce sont les cartouches de 12,7 mm qui avaient une capacité destructrice inférieure avec seulement 0,8 gramme d'explosifs. Malgré la possibilité d'utiliser d'autres matériels et d'autres calibres de munitions, les pilotes italiens ont toujours préféré ces cartouches pour leur capacité à percer des blindages et leurs qualités en version incendiaire. Presque tous les pays ayant adopté la cartouche explosive de 12,7 à 13,2 mm de calibre étaient arrivés à la conclusion que ces munitions étaient insuffisantes contre les blindés de nouvelle génération. Toutes les armées se sont donc tournées vers les armes d'un calibre de 20 mm ou plus.